# Alpen-Triathlon

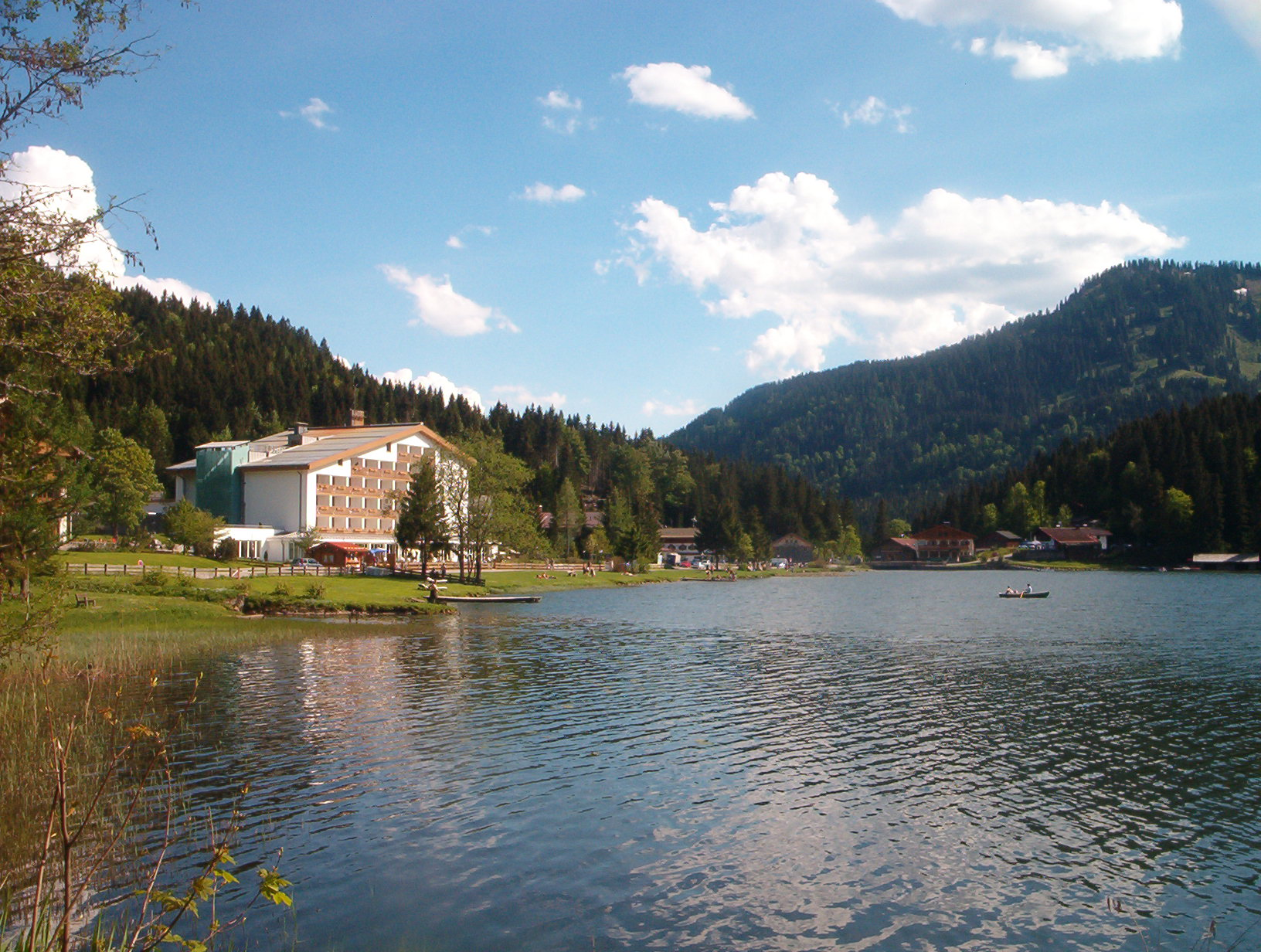
Spitzingsee

Der Schliersee Alpentriathlon ist eine Triathlon-Sportveranstaltung, welche zwischen 1988 und 2023 jährlich im Sommer in Schliersee ausgetragen wurde.

## Organisation
Dieser Triathlon wurde über die olympische Distanz ausgetragen – also 1,5 km Schwimmen, 40 km Radfahren und 10 km Laufen. Geschwommen wurde im Schliersee, die Radstrecke führte hinauf auf den 1129 Meter hohen Spitzingsattel und die Laufstrecke rund um den Spitzingsee.

### Geschichte
1988 fand der erste Alpentriathlon am Spitzingsee mit verkürzten Strecken (1 km Schwimmen, 30 km Radfahren und 10 km Laufen) statt.
Im Folgejahr 1989 wurde der Bewerb anlässlich des 50-jährigen Jubiläum der Sixtus-Werke ausgetragen. 1995 erhielt die Veranstaltung als Austragungsort des Prestige-Cups erstmals offiziellen Status und 1996 wurde der Alpentriathlon zum Europacup. 2006, 2008, 2009 und 2010 wurden hier durch die Deutsche Triathlon Union (DTU) die Deutschen Meisterschaften auf der Kurzdistanz ausgetragen.

Am 8. September 2012 wurde der Alpentriathlon das 25. Mal ausgetragen. 2014 war der Schliersee Alpentriathlon das dritte Rennen der länderübergreifenden Kombinationswertung im Rahmen des AlpenASS – zusammen mit dem Chiemsee Triathlon, dem Trumer Triathlon und dem Trans Vorarlberg Triathlon.
Die Streckenrekorde werden gehalten von Lisa Nordén bei den Frauen (2010: 02:14:17 h) sowie von Michael Raelert bei den Männern (2005: 01:59:28 h).

Im November 2023 wurde bekanntgegeben, dass der Alpen-Triathlon 2024 nicht stattfinden wird.

### Veranstalter
Bis 2013 wurde die Veranstaltung unter Federführung von Andreas Fischer geleitet. Zunächst von 1988 bis 1997 als Sixtus Alpen Triathlon bezeichnet, trug sie von 2005 bis 2007 den Namen Sandoz Alpen-Triathlon, 2008/2009 Hexal Alpen-Triathlon und von 2010 bis 2013 Garmin Alpen-Triathlon. Ab 2014 waren die Sixtus Werke Schliersee wieder Titelsponsor der Veranstaltung, die seitdem Sixtus Schliersee Alpentriathlon hieß.
Veranstaltet wurde der Triathlon nach dem Rückzug Fischers 2014/2015 zunächst von der Eventagentur Wechselszene. Nach der Veranstaltung im Juni 2015 hatte die Comunico GmbH mit Sitz in Bad Tölz den Alpen-Triathlon als Veranstalter übernommen und ein neues Logo entworfen sowie die Homepage zur Veranstaltung neu aufgesetzt. Nach drei Jahren übernahm 2019 PlanB die Veranstaltung.

### Triathlon-Bundesliga
Von 2002 bis 2013 fand am Schliersee jährlich ein Rennen der Triathlon-Bundesliga statt. 2010 und 2012 wurde dort im September das Liga-Finale ausgetragen, ansonsten bildete das Rennen im Juni bzw. Juli je nach Rennkalender die zweite, dritte oder vierte Bundesliga-Station. Im Gegensatz zum eigentlichen Rennen über die olympische Distanz wurde ein Sprintwettkampf über 750 Meter Schwimmen, 15,5 Kilometer Radfahren und 5 Kilometer Laufen ausgetragen; die Radstrecke war hierbei kürzer, aber eben deutlich steigungsreicher als die bei anderen Sprintrennen normalerweise gefahrenen 20 Kilometer.
Mit dem Wechsel des Veranstalters zum Jahr 2014 zog sich auch die DTU mit den Ligarennen zurück, ab 2014 fand als Ersatz ein Ligarennen im Rahmen der Ironman 70.3 Kraichgau im baden-württembergischen Ubstadt-Weiher statt. 2022 und 2023 kehrte das Rennen am Schliersee nochmal für zwei Jahre in das Programm der Bundesliga zurück.

## Siegerliste
| Datum/Jahr    | Männer                  | Männer             | Männer                | Frauen                | Frauen               | Frauen               |
| Datum/Jahr    | Erster Platz            | Zweiter Platz      | Dritter Platz         | Erster Platz          | Zweiter Platz        | Dritter Platz        |
| ------------- | ----------------------- | ------------------ | --------------------- | --------------------- | -------------------- | -------------------- |
| 25. Juni 2023 | Lasse Nygaard Priester  | Rico Bogen         | Sergio Baxter Cabrera | Lisa Tertsch -2-      | Rachel Klamer        | Tanja Neubert        |
| 17. Juli 2022 | Mark Devay              | Jonas Breinlinger  | Johannes Vogel        | Lisa Tertsch          | Rachel Klamer        | Eva Daniels          |
| 21. Juli 2019 | Sebastian Neef -3-      | Thomas Tietz       | Andreas Lenz          | Lisa Marie Wilmsmann  | Renate Forstner      | Sonja Herzog         |
| 22. Juli 2018 | Sebastian Neef -2-      | Wouter Dijkshoorn  | Andreas Lenz          | Charlotte Ahrens      | Renate Forstner      | Rike Westermann      |
| 16. Juli 2017 | Niclas Bock             | Ralf Preissl       | Jonas Hoffmann        | Renate Forstner -2-   | Daniela Kleiser      | Janina Lorenz        |
| 19. Juni 2016 | Sebastian Neef          | Franz Höfer        | Jan Bruns             | Judith Stadler        | Josephine Merker     | Alexandra Raddatz    |
| 13. Juni 2015 | Thomas Steger           | Tobias Heining     | Franz Höfer           | Julia Viellehner      | Renate Forstner      | Viola Biberacher     |
| 2. Aug. 2014  | Andreas Dreitz          | Franz Höfer        | Markus Hörmann        | Renate Forstner       | Eva Potuckova        | Franziska Scheffler  |
| 22. Juni 2013 | Laurent Vidal -2-       | Will Clarke        | Ivan Vasiliev         | Anne Haug             | Franziska Scheffler  | Charlotte Bonin      |
| 8. Sep. 2012  | Laurent Vidal           | Christian Prochnow | Tony Moulai           | Charlotte Morel       | Mateja Šimic         | Kathrin Müller       |
| 2. Juli 2011  | Will Clarke             | Laurent Vidal      | Patrick Lange         | Radka Vodičková       | Carina Brechters     | Natascha Schmitt     |
| 18. Sep. 2010 | Steffen Justus          | Daniel Unger       | Maik Petzold          | Lisa Nordén           | Ricarda Lisk         | Svenja Bazlen        |
| 20. Juni 2009 | Ivan Vasiliev           | Thomas Springer    | Richie Cunningham     | Christiane Pilz       | Kaisa Lehtonen       | Anne Haug            |
| 21. Juni 2008 | Michael Raelert -2-     | Claude Eksteen     | Kris Gemmell          | Anja Dittmer          | Radka Vodičková      | Kathrin Müller       |
| 16. Juni 2007 | Pavel Šimko             | Faris Al-Sultan    | Thomas Springer       | Jeanne Collonge       | Ina Reinders         | Kathrin Müller       |
| 15. Juli 2006 | Daniel Unger            | Sebastian Dehmer   | Hendrik De Villiers   | Ricarda Lisk          | Vendula Frintová     | Lisa Nordén          |
| 23. Juli 2005 | Michael Raelert         | Claude Eksteen     | Shane Reed            | Vendula Frintová      | Sarah Schütz         | Mieke Suys           |
| 26. Juni 2004 | Eric Van der Linden -4- | Shane Reed         | Nick Hormann          | Leanda Cave           | Merja Kiwiranta      | Renata Berková       |
| 26. Juli 2003 | Hektor Llanos           | Andrea D’Aquino    | Faris Al-Sultan       | Marina Damlaimcourt   | Eva Bramböck         | Mieke Suys           |
| 29. Juni 2002 | Craig Cunningham        | Shane Reed         | Claude Eksteen        | Evelyn Williamson -2- | Ines Estedt          | Anja Heil            |
| 4. Aug. 2001  | Eric Van der Linden -3- | Bevan Docherty     | Simon Lessing         | Evelyn Williamson     | Leanda Cave          | Nina Anisimova       |
| 15. Juli 2000 | Rasmus Henning          | Bevan Docherty     | Dominik Rechsteiner   | Nicola Spirig         | Ines Estedt          | Eva Bramböck         |
| 24. Juli 1999 | Lothar Leder            | Matteo Mormorunni  | Markus Keller         | Mieke Suys            | Jenny Rose           | Nicola Spirig        |
| 1. Aug. 1998  | Roland Knoll -3-        | Christoph Mauch    | Timothy Don           | Lucy Smith            | Beth Thomson         | Brigitte Scheithauer |
| 2. Aug. 1997  | Eric Van der Linden -2- | Ben Bright         | Christoph Mauch       | Annaleah Emmerson     | Mieke Suys           | Nina Anisimova       |
| 1996          | Eric Van der Linden     |                    |                       | Natascha Badmann -2-  |                      |                      |
| 5. Aug. 1995  | Rob Barel -3-           | Thomas Hellriegel  | Harald Schestag       | Natascha Badmann      | Jeannine DeRuysscher | Ute Schäfer          |
| 1994          | Thomas Hellriegel       |                    |                       | Ute Schäfer -2-       |                      |                      |
| 1993          | Roland Knoll -2-        |                    |                       | Sabine Westhoff       |                      |                      |
| 1992          | Rob Barel -2-           |                    |                       | Monika Feuersinger    |                      |                      |
| 1991          | Rob Barel               |                    |                       | Ute Schäfer           |                      |                      |
| 1990          | Peter Celba             |                    |                       | Brigitte Scheithauer  |                      |                      |
| 1989          | Roland Knoll            |                    |                       | Mandy Dean            |                      |                      |
| 1988          | Roger de Moraes         |                    |                       | Gabriele Schweiger    |                      |                      |

| DM – Deutsche Meisterschaften |